# Quiosc Mundial
El Quiosc Mundial (conegut popularment com el Mundial o també el Chiringuito) va ser un popular quiosc de Palma de notable valor artístic i arquitectònic. Estigué situat als actuals Jardins de Joan Alcover, a la  Plaça de la Reina de la ciutat. Amb orígens a principis del segle xx, fou ampliat el 1914 i construït definitivament el 1924. Va ser enderrocat el 1949.

## Història
A principis del segle xx ja existia un quiosc de fusta i petites dimensions a la Plaça de la Reina de Palma (llavors anomenada de la Llibertat) dedicat a la venda de refrescos, com molts altres arreu de la ciutat. El 1905 n'obté la concessió Bernat Cortés Fuster, petit empresari responsable que el petit establiment anés creixent al llarg dels anys. Devers juny de 1914 Cortés aixeca un nou quiosc, coincidint amb la inauguració per part de l'Ajuntament de Palma del nou enjardinament de la zona. Aquest era més capaç i incorporava terrassa exterior; però estèticament encara no tenia una aparença singular ni valor arquitectònic significatiu, ni el nom amb el qual fou batejat posteriorment.

### El Mundial

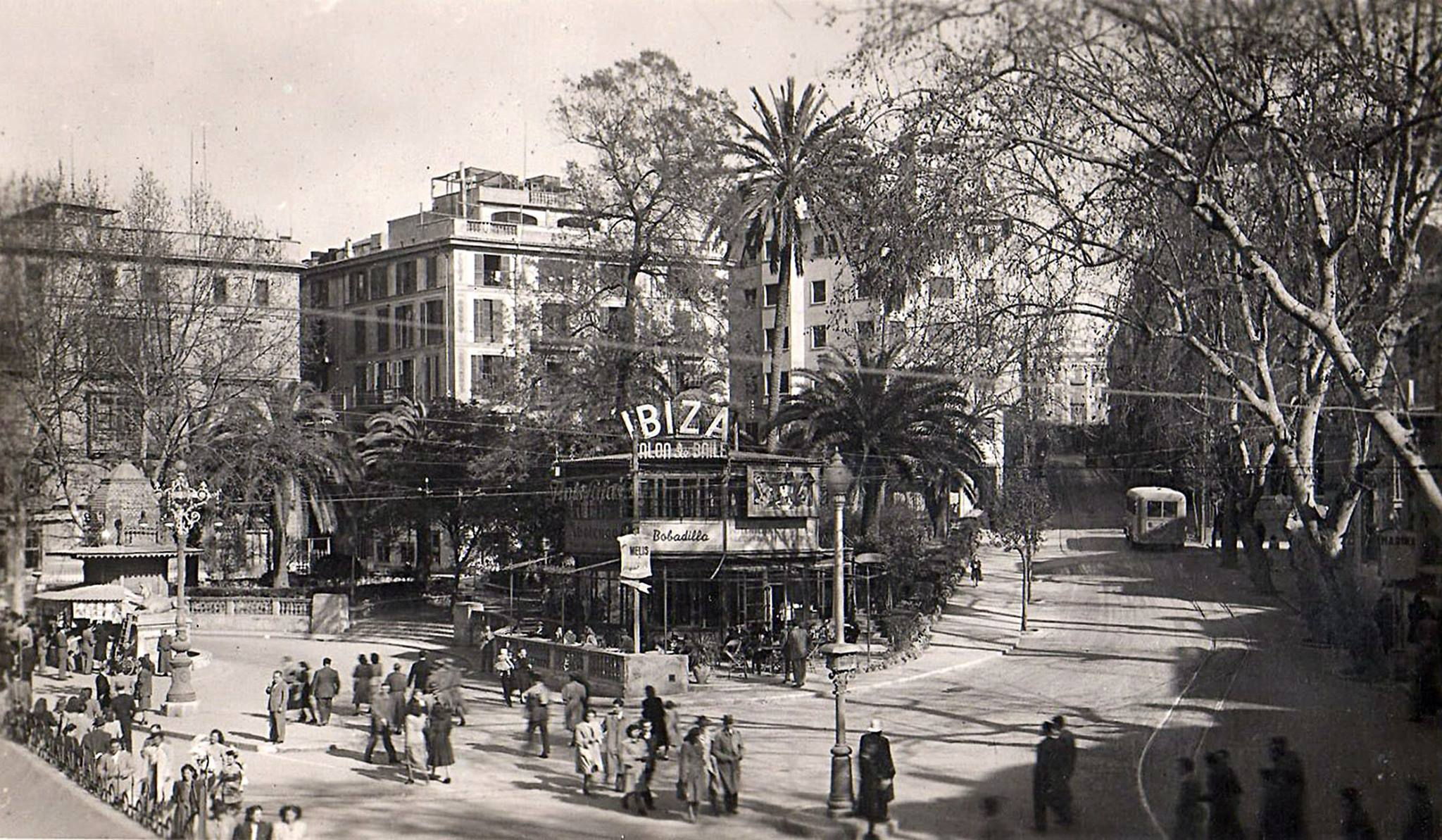
El Mundial cap a 1948

A principis de 1924 Bernat Cortés va proposar a l'Ajuntament aixecar un nou edifici. Estigué enllestit a mitjan any i va ser un exponent destacat de l'arquitectura del ferro: constava de planta octogonal irregular (més aviat quadrada, amb els escaires retallats) amb planta i pis, estructura de ferro forjat, amplis finestralls i estètica propera al Modernisme, amb una aparença híbrida entre templet i hivernacle. A la planta baixa l'edifici va mantenir la funció de quiosc de refrescos i a la planta superior va afegir-hi una llibreria, amb sala de lectura i venda de premsa estrangera. Va ser llavors quan el local va ser batejat amb el nom de Mundial.
Aquesta darrera construcció fou la definitiva i la que esdevingué més popular, arribant a ser un dels principals punts de trobada i de tertúlies locals en la ciutat. Va aparèixer a nombroses targetes postals de l'època com un dels elements arquitectònics més vistosos de la ciutat, atesa la seva estratègica ubicació en ple centre urbà i proper a elements clau de la ciutat com el Passeig del Born, l’Almudaina, el Círculo Mallorquín (actual Parlament) o els desapareguts Teatre Líric i Hotel Alhambra (actuals Jardins de s'Hort del Rei), a més de trobar-se encarat cap el Port de Palma, llavors principal punt d'arribada a la ciutat.
Amb el temps foren col·locats diversos plafons publicitaris a la façana, el que va perjudicar el seu valor artístic i visual, i l'edifici es va anar degradant. També la seva ubicació va fer que fos vist com un destorb per ampliar els Jardins de Joan Alcover. El 1933 Bernat Cortés deixa el negoci a altres concessionaris, que successivament no millorarien la situació de l'edifici. L'opinió pública va ser creixentment adversa i el quiosc va ser enderrocat a mitjan 1949, una vegada caducada la concessió municipal i amb l'excusa d'executar la reforma urbanística de la zona.